# Наньтоу
Наньтоу (кит.: 南投市) — місто повітового підпорядкування Республіки Китай, адміністративний центр повіту Наньтоу.

## Історія
Ханьці почали прибувати на цю територію під час правління імператора Цяньлуна з династії Цін. Члени клану Чжан з Чжанчжоу, а також клани Цзянь (簡), Лінь і Сяо з округу Нанкін в Чжанчжоу були серед перших поселенців. Ямень був заснований у 1759 році біля нинішньої початкової школи Наньтоу. У 1898 році було організовано комендатуру Наньтоу.
У 1901 році, за часів японського правління, Нанто-чо (南投廳) був одним із двадцяти створених місцевих адміністративних органів. У 1909 році частина Тороку-чо (斗六廳) була об'єднана з Нанто-чо. У 1920 році місто Нанто було підпорядковане району Нанто префектури Тайчу.
Після переходу Тайваню від Японії до Китайської Республіки в 1945 році, в 1950 році з округу Тайчжун був організований округ Наньтоу, а в жовтні того ж року було організоване місто Наньтоу, в якому розмістився уряд округу. 1 липня 1957 року уряд провінції Тайвань переїхав до нового села Чжунсін, зробивши Нантоу місцем розташування уряду провінції. 25 грудня 1981 року Нантоу став адміністративним центром у повіті, створеному з попередньої волості.

## Економіка
Економіка міста Нантоу базується на сільському господарстві, туризмі та виробництві. У 1965 році була побудована промислова зона Нанган (南崗工業區), щоб збалансувати регіональний економічний та промисловий розвиток.